# Eeva (court métrage)
Pour les articles homonymes, voir Eeva.
Pour plus de détails, voir Fiche technique et Distribution.
Eeva est un film d'animation de court métrage estonien et croate réalisé par Morten Tšinakov et Lucija Mrzljak, sorti en 2022.

## Fiche technique
- Titre anglais : Eeva
- Réalisation : Morten Tšinakov et Lucija Mrzljak
- Scénario : Morten Tšinakov
- Animation : Egert Kesa, Lucija Mrzljak, Noemi Ribic, Goran Stojnic, Morten Tšinakov et Tarmo Vaarmets
- Musique : Morten Tšinakov
- Son : Jure Buljevic
- Production : Drasko Ivezic et Kalev Tamm
  - Assistant producteur : Rutt Raudkivi
- Montage : Morten Tšinakov et Lucija Mrzljak
- Sociétés de production : Adriatic Animation et Eesti Joonisfilm
- Sociétés de distribution : Miyu Distribution
- Pays d'origine :  Estonie et  Croatie
- Langue originale : estonien
- Format : couleur
- Genre : animation
- Durée : 15 minutes 58 secondes
- Dates de sortie :
  - Estonie : 17 novembre 2022 (Tallinn)
  - France : 12 juin 2023 (Annecy)

## Distribution
- Lucija Mrzljak
- Kaspar Jancis
- Drasko Ivezic

## Distinctions
- Festival international du film d'animation d'Annecy 2023 : Prix Alexeïeff - Parker.